# متال اسلاگ ۷
«متال اسلاگ ۷» (انگلیسی: Metal Slug 7) یک بازی ویدئویی در سبک ران اند گان است که توسط SNK و در سال ۲۰۰۸ و در پلت‌فرم نینتندو دی‌اس منتشر شده‌است.